# Болотная (приток Болозевки)
Болотная (укр. Болотна) — река в Яворовском и Самборском районах Львовской области Украины. Левый приток Болозевки (бассейн Днестра).
Длина реки 14 км, площадь бассейна 44 км². В нижнем течении русло частично канализированное и выпрямленное, пойма местами заболоченная.
Исток расположен между пологими холмами на южных склонах Главного европейского водораздела, между сёлами Острожец и Вишенка. Течёт сначала на юг, от села Ятвяги — на юго-восток. Впадает в Болозевку южнее села Ваньковичи.